# برج الشمال
برج الشمال أو البرج الشمالي هو متحف للأسلحة التقليدية في مدينة فاس المغربية، مساحته حوالي 2250 متر مربع. كان ولا زال هذا البرج أحد أكبر نقاط المراقبة لمدينة فاس، كما أنه كان أكبر مصنع للمدافع التقليدية في العالم.
بالقرب من البرج الشمالي شيد أمراء المغرب قديما مصلاة للمسلمين تستعمل عادةً أيام عيدي الأضحى والفطر.
بُني هذا الحصن الذي يتواجد شمال فاس البالي سنة 1582م من طرف السعديين، بأمر من السلطان أحمد المنصور، ويستمد تصميمه من القلاع البرتغالية التي تعود إلى القرن 16م.
يتكون البرج الشمالي من 14 قاعة كبيرة و 18 حجرة صغيرة، يمكن للزائر أن يشاهد فيها مجموعات كبيرة للأسلحة التي يبلغ عددها نحو 5000 قطعة، تتنوع بين أسلحة حجرية مختلفة، وسيوف ورماح ودروع حديدية، وبنادق فرنسية وبرتغالية، ومدافع كبيرة
كما يتيح المتحف لزائره رؤية بعض القطع الحربية الثقيلة التي استعملت في حروب كبرى، أهمها المدفع المغربي السعدي الضخم المسمى «الميمونة»، والمدفع السويدي المُهدى من طرف ملك السويد «غوستاف الثاني »، والمدفع المغربي «نفط»، الذي يعود تاريخه إلى سنة 1571، استعمل، حسب بعض المؤرخين، في معركة وادي المخازن سنة 1578.

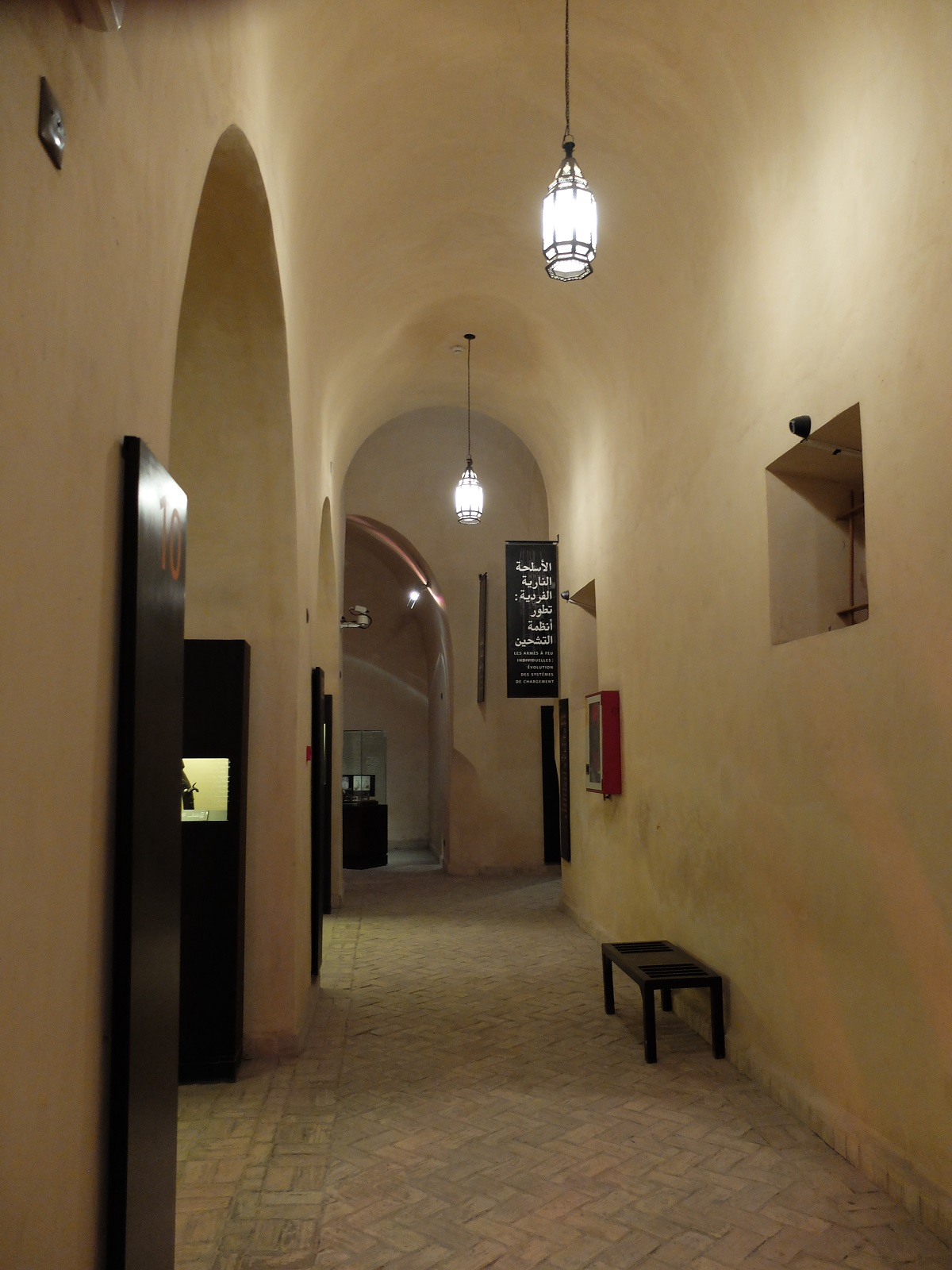
داخل الحصن والمُتحف.